# IC 4942
IC 4942 — галактика типу SBab () у сузір'ї Телескоп.
Цей об'єкт міститься в оригінальній редакції індексного каталогу.